# Jordan Dasuqi
Jordan Dasuqi (in arabo جوردان دسوقي‎?; Clarkston, 29 novembre 1994) è un cestista statunitense con cittadinanza giordana.

## Carriera
Con la Giordania ha disputato i Campionati mondiali del 2019.